# Сауки

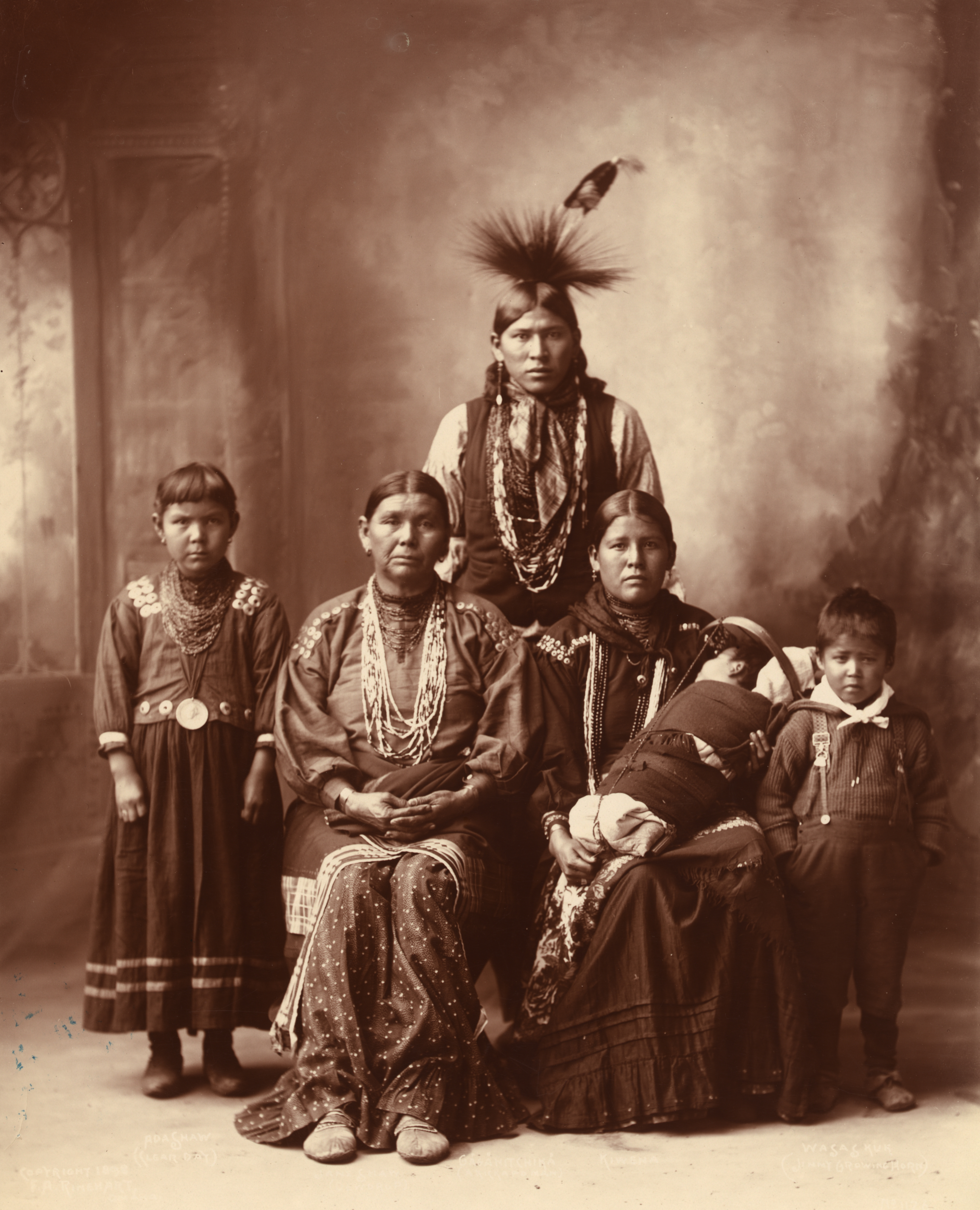
Семья сауков, фото 1899 г.

Сауки (традиционное написание), сок (англ. Sauk people, Sauks, Sac) — индейское племя, говорящее на языке сок-фокс алгонкинской семьи.

## Ранняя история

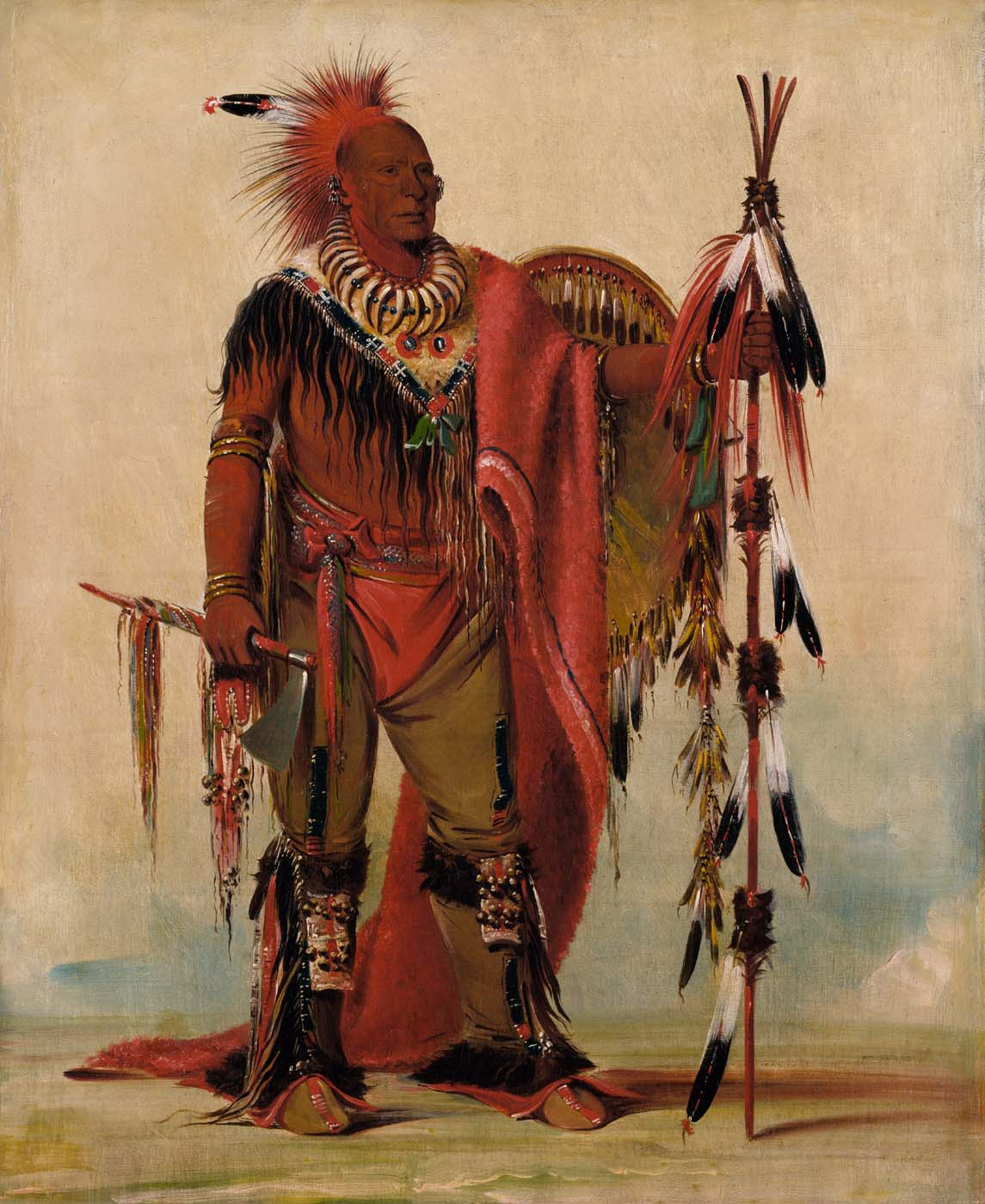
Вождь сауков Кеокук, или Осторожный Лис. Худ. Джордж Кэтлин (1835)

Предполагается, что сауки переселились из района реки Святого Лаврентия на земли, окружающие залив Сагино, под давлением ирокезов. Ко времени появления европейцев, сауки мигрировали на юг, на территорию современных американских штатов Висконсин и Иллинойс.
Были тесно связаны с фоксами. В XVIII веке фоксы вели войны против французов и были почти полностью уничтожены. Оставшиеся в живых фоксы нашли убежище у сауков, живших к тому времени около Грин-Бей. В 1734 году власти Новой Франции послали к саукам экспедицию с требованием выдать фоксов. Сауки отказали французам и в последующем сражении был убит французский командующий. Сауки и фоксы бежали на запад от Миссисипи. В 1736 году французы отправили к саукам и фоксам ещё одну экспедицию, но и она не принесла результатов. Весной 1737 года на совете в Монреале потаватоми и оттава попросили французов не преследовать сауков. Виннебаго и меномини обратились с аналогичной просьбой в отношении фоксов. Мир между французами и сауками был восстановлен.
Сауки не приняли участия в восстании Понтиака. Во время войны за независимость США они поддержали британцев. В 1780 году сауки, совместно с фоксами, виннебаго, меномини, потаватоми и сиу, присоединились к попыткам британцев отбить Иллинойс у американцев и захватить испанский форт Сан-Луис. После окончания войны за независимость США сауки продолжали вести торговлю с британцами и проживали вдоль реки Миссисипи в восточной Айове и западном Иллинойсе.

## Первые договоры с США

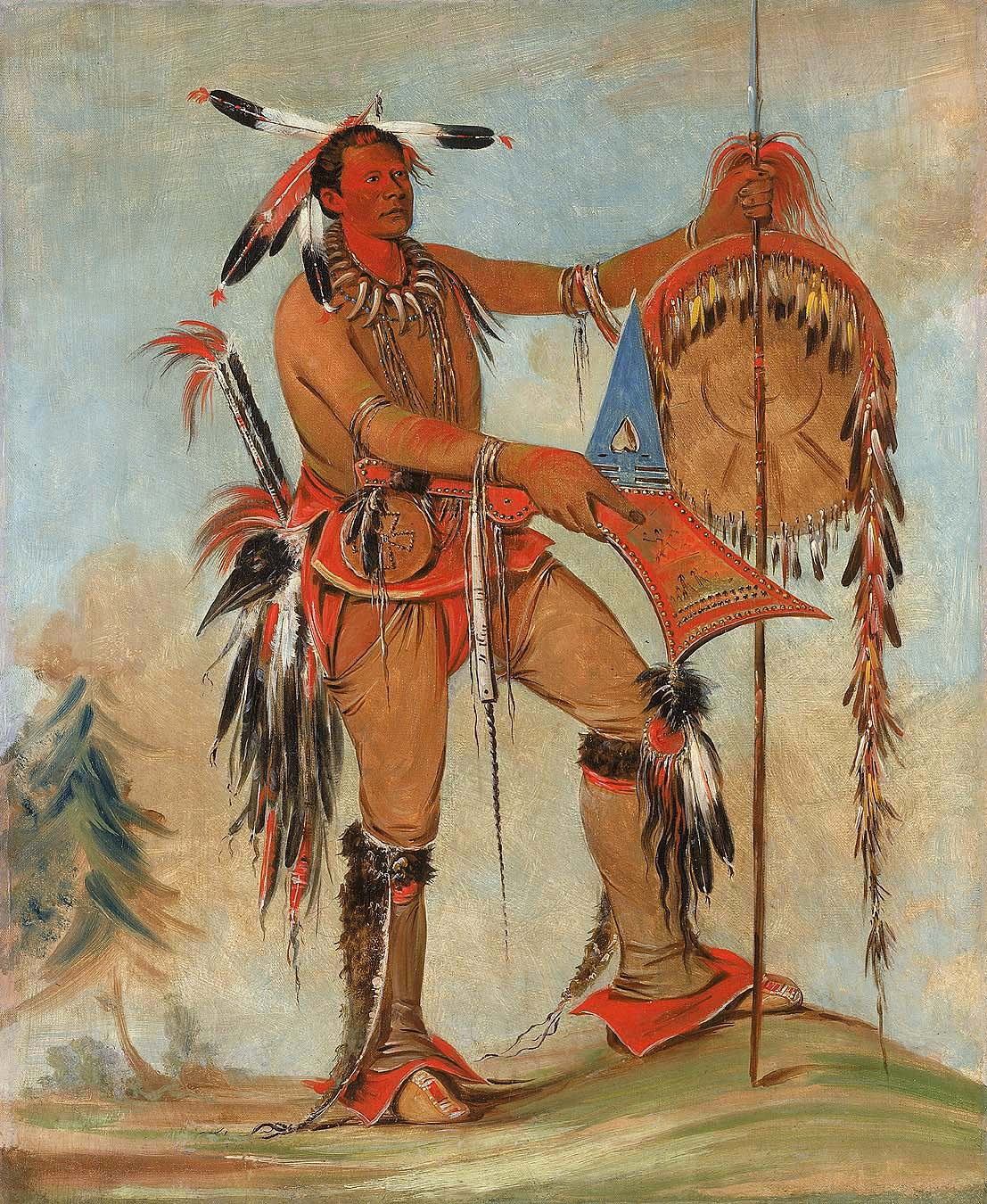
Воин из племени сауков по имени Кит. Худ. Джордж Кэтлин (1835)

В 1804 году Генри Уильям Гаррисон встретил делегацию сауков и фоксов в Сент-Луисе. Напоив вождей индейцев, он уговорил подписать их договор, согласно которому, они отказывались от своих земель к востоку от Миссисипи в обмен на незначительные подарки. Многие лидеры сауков, в том числе и Чёрный Ястреб, отказались признать этот договор.
В англо-американской войне 1812—1815 годов сауки сражались на стороне Британской империи и конфедерации Текумсе. В 1813 году сауки, вместе с другими племенами конфедерации, осаждали Форт-Мэдисон, и вынудили американцев покинуть его.
После англо-американской войны, белые поселенцы начали продвигаться на Запад, но межплеменная война между сиу, оджибве и сауками и фоксами мешала этому. В 1825 году правительство США на совете в Прэйри-дю-Чин попыталось примирить племена и остановить войну. На совете присутствовали сауки, фоксы, оджибве, сиу, оттава, потаватоми, виннебаго, меномини и айова. Договор, принятый на совете, устанавливал границы между племенами и заключал мир. Согласно договору, в северо-восточной Айове между сиу и сауками и фоксами находилась нейтральная территория, протяжённостью 40 миль.

## Война Чёрного Ястреба
Заключив с сауками мирный договор в 1816 году, американское правительство получило их согласие с договором 1804 года, которое заключил с ними Гаррисон. По условиям этого соглашения сауки и фоксы могли оставаться на землях восточнее Миссисипи, пока они не понадобятся властям США.
В 1818 году Иллинойс стал штатом и потребовал выселения индейцев в течение 10 лет. Группа сауков, во главе с Чёрным Ястребом, отказалась покинуть родные земли, но после нападений сиу, военный лидер сауков увёл своих людей в Айову. Когда он решил вернуться обратно в Иллинойс, американское правительство отказало ему в этом.
В апреле 1832 года Чёрный Ястреб, заручившись обещанием помощи со стороны других племён и британцев, повёл 1500 своих людей, в том числе 500 воинов, из Айовы в Иллинойс, стремясь отстоять земли своего народа. Но обещанной поддержки он не получил, лишь немногие виннебаго и потаватоми присоединились к нему. Чёрный Ястреб, преследуемый волонтёрами Иллинойса и американской армией, попытался вернуться в Айову. Вооружённый конфликт приобрёл широкий размах и вошёл в историю как Война Чёрного Ястреба.
Война окончилась поражением сауков и фоксов. Чёрный Ястреб был обнаружен воинами виннебаго, не принимавшими участия в конфликте, и 27 августа 1832 года был вынужден сдаться американским властям. В 1833 году он был освобождён и доставлен в Айову, где мирно жил до своей смерти в 1838 году.

## XIX век и современное положение

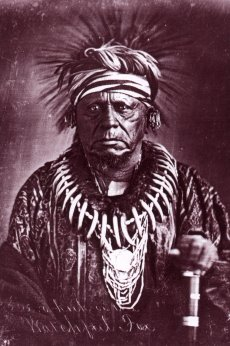
Вождь сауков Кеокук. Дагерротип сер. XIX в.

В 1832 году селение вождя сауков Кеокука, или Бдительного Лиса, на реке Рок-Ривер посетил во время одной из своих экспедиций американский художник и путешественник-этнограф Джордж Кэтлин, нарисовавший несколько красочных и исторически точных портретов как его самого, так и его воинов.
В 1842 году Кеокук продал американцам земли сауков и фоксов в Айове и согласился на переселение в Канзас. Многие вожди последних были против этого соглашения и отказались покидать Айову. Армия США силой депортировала несогласных, но некоторые индейцы сумели скрыться. Многие из них позднее переселились в Мескуоки-Сеттлмент, близ современного города Тейма в штате Айова, которое возникло около 1856 года. Законодательное собрание штата Айова приняло тогда беспрецедентный закон, позволяющий индейцам покупать земли; до этого они были лишены такого права.
В 1867 году федеральное правительство заставило сауков и часть фоксов переселиться из Канзаса на Индейскую территорию, однако небольшая часть их сумела остаться в Канзасе.
Ныне сауки вместе с фоксами проживают в Оклахоме, Канзасе и Айове.

## Население
Ко времени первой встречи с французами сауки предположительно имели численность около 6500 человек. Численность сауков в 1783 году оценивалась в 2250 человек. В дальнейшем официальные подсчёты показали: 1810 г. — 2850 чел.; 1834 г. — 2500 чел.; 1845 г. — 4600 чел. (2500 чел. в Айове, 1900 чел. в Канзасе, 200 чел. в Миссури); 1852 г. — 1300 чел. (после эпидемии оспы); 1910 г. (вместе с фоксами) — 1063 человека.
Численность сауков и фоксов в США в 2010 году составляла: 3400 чел. — Оклахома (большинство сауки); 1300 чел. — Айова (в основном фоксы, резервация Мескуоки-Сеттлмент); 400 чел. — Канзас и Небраска (в основном сауки, резервация Сак-энд-Фокс). Итого общая численность обоих племён была около 5100 человек.

## Известные представители
- Чёрный Ястреб — военный вождь сауков.
- Джим Торп — олимпийский чемпион.
- Ду-Хам-Ми — танцовщица.